# Ludvig Wimmer
Ludvig Frands Adalbert Wimmer (ofta hänvisad till som Ludvig F.A. Wimmer), född 7 februari 1839 i Ringkøbing, död 29 april 1920, var en dansk språkforskare och runolog.

## Biografi
Wimmer blev student 1857 och studerade från början dels språkvetenskap i allmänhet, dels särskilt sanskrit och nordiska språk. År 1866 tog han magisterkonferens i nordiska språk och 1868 filosofie doktorsgrad på avhandlingen Om Navneordenes Bøjning i ældre Dansk, blev 1871 docent vid Köpenhamns universitet samt var 1886-1910 professor i nordisk språkvetenskap där.
Hans främsta arbeten avhandlar runinskrifterna. Redan 1867 uppträdde han i "Aarbøger for nordisk Oldkyndighed" med en skarp kritik av George Stephens tolkning av de äldre runorna och framlade en fullt rationell tolkning av de viktigaste inskrifterna med dessa runor. Riktigheten av hans metod styrktes därav, att den i allt väsentligt stämde med den, som Sophus Bugge samtidigt, men oberoende av Wimmer, publicerat. I Runeskriftens Oprindelse og Udvikling i Norden (1874; översatt till tyska 1887 med viktiga tillägg) påvisar Wimmer, att de äldre runorna är en ombildning av de latinska bokstäverna och att de yngre utvecklat sig ur de förra. Han skrev dessutom en formlära, Oldnordisk Formlære (1870; översatt till svenska 1874 och isländska 1885) samt Oldnordisk Læsebog (1870; sjätte upplagan 1903).
År 1876 uppdrog Det Kongelige Nordiske Oldskriftselskab åt Wimmer att utge samtliga danska runinskrifter, och danska staten beviljade betydliga summor för verkets utgivning. Han genomreste 1876–94 hela landet för att personligen undersöka alla danska runstenar; han företog mätningar och avritningar av alla minnesmärken och tog noggranna avtryck av alla inskrifterna. Senare gjorde han ytterligare resor, när nya runstenar påträffades eller noggrannare granskning av de äldre erfordrades. Som prov på verket utgav han Sønderjyllands historiske runemindesmærker (1892). Det stora verket i sin helhet, De danske Runemindesmærker, med teckningar av Julius Magnus Petersen, utkom 1894-1908 i fyra band. (I band I meddelas viktiga bidrag till 900-talets historia, särskilt om kung Gnupa i Sønderjylland; band III behandlar Skåne och Bornholm). 
I ett universitetsprogram 1895 lämnade Wimmer en översikt av runtolkningens hela historia och sina egna undersökningar. Till Det Kongelige Bibliotek överlämnade han den del av sitt bibliotek, som omfattade runstudiet; resten (12 000 band) sålde han 1908. Han var ledamot av Vetenskapssocieteten i Uppsala (1886), Vetenskaps- och vitterhetssamhället i Göteborg (1895) och Vetenskapsakademien i Stockholm (1906).